# Fritz Dinkhauser

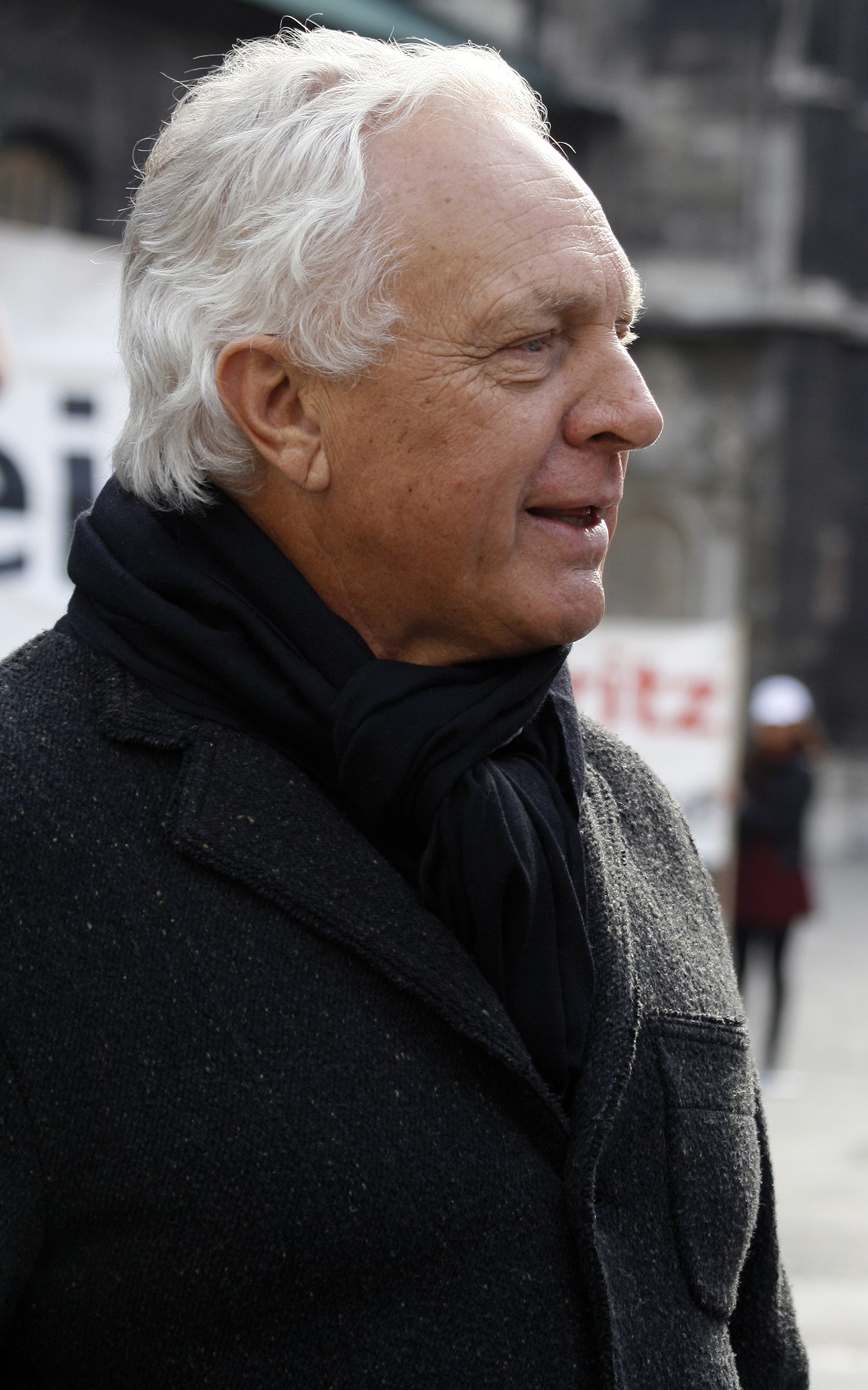
Fritz Dinkhauser (Wien 2008)

Friedrich Josef Lienhard Dinkhauser (* 16. April 1940 in Innsbruck) ist ein österreichischer Politiker.

## Laufbahn
Dinkhauser besuchte nach dem Abschluss der Hauptschule die Handelsakademie für Berufstätige. Zunächst war er Leistungssportler (sechsfacher Tiroler Meister im Hammerwerfen) und nahm als Bobfahrer an den Olympischen Winterspielen 1968 in Grenoble teil und wurde dort mit Max Kaltenberger Achter im Zweierbob und 13. im Vierer.

### Politik
Seine politische Laufbahn begann Dinkhauser 1964 als Landessekretär der jungen Generation der ÖVP Tirol. 1971 wurde er Landessekretär des AAB Tirol. Von 1984 bis 1993 war Dinkhauser als Obmann der Tiroler Gebietskrankenkasse tätig. Seit 1979 war er Kammerrat in der Arbeiterkammer für Tirol, ab 1985 war er Vizepräsident und 1991 bis 2008 Präsident der Tiroler Arbeiterkammer. In dieser Funktion erlangte er auch österreichweite Bekanntheit durch seine markigen Sprüche, mit denen er bisweilen auch die eigenen Parteifreunde von der ÖVP attackierte. Seit 1991 ist er sowohl Obmann des Tiroler Beschäftigungsvereins als auch Vorstandsmitglied des Vereins für Konsumenteninformation. 1993 erlangte Dinkhauser den Posten des Vizepräsidentens der Bundesarbeitskammer und wurde 1994 Fraktionsvorsitzender des ÖAAB. Von 2005 bis 2008 war er zweiter stellvertretender Vorstandsvorsitzender des Hauptverbandes der österreichischen Sozialversicherungsträger.

### Eigene politische Liste
Bei der Tiroler Landtagswahl 2008 trat er mit einer eigenen Liste Fritz Dinkhauser – Bürgerforum Tirol an und positionierte sich als zweitstärkste Liste von sieben angetretenen mit 18,35 % bzw. 7 Mandaten im Landtag. Von 1. Juli 2008 bis 2013 war Dinkhauser Abgeordneter zum Tiroler Landtag. Mit der Gründung seines Bürgerforums endete die Mitgliedschaft Dinkhausers in der ÖVP. Bei den Landtagswahlen im Jahr 2013 erreichte die Liste zwei Mandate.
Am 8. Juli 2008 gab Dinkhauser seine Kandidatur für die Nationalratswahl 2008 bekannt. Knapp drei Wochen später verkündete er, nicht nur in Tirol, sondern bundesweit antreten zu wollen. Dinkhauser hat die zum Antritt zur Nationalratswahl 2008 erforderlichen 2.600 Stimmen erreicht. Der Name der Partei lautet Liste Fritz Dinkhauser – Bürgerforum Österreich. Bei der Nationalratswahl 2008 verfehlte die Partei jedoch mit 1,8 % den Einzug in den Nationalrat.
Am 1. Dezember 2018 gab Dinkhauser seine Parteiführung beim Bürgertag der Liste Fritz ab; Andrea Haselwanter-Schneider wurde zur Obfrau der Liste Fritz Dinkhauser gewählt.

## Auszeichnungen
- 2006: Großes Goldenes Ehrenzeichen für Verdienste um die Republik Österreich[2]
- 2007: Ehrenzeichen des Landes Tirol
- Neben dem Sportehrenzeichen des Landes Tirol und der Landeshauptstadt Innsbruck wurde ihm das Verdienstkreuz des Landes Tirol verliehen.